# The New York Times
The New York Times (por vezes abreviado para NYT) é um jornal diário estadunidense, fundado e publicado continuamente na cidade de Nova Iorque desde 18 de Setembro de 1851, pela The New York Times Company. O The New York Times ganhou 117 prémios Pulitzer, mais do que qualquer outra organização de notícias.
A versão impressa do jornal tem a segunda maior circulação, atrás do The Wall Street Journal, e a maior circulação entre os jornais metropolitanos nos Estados Unidos. O New York Times está classificado em 39.º no mundo por circulação. No entanto, seguindo tendências da indústria como um todo, a sua circulação semanal caiu para menos de um milhão por dia desde 1990.
Apelidado de "The Lady Gray", o New York Times há muito tempo tem sido considerado dentro da indústria como um "jornal de referência" nacional. Arthur Ochs Sulzberger Jr., Publisher e do Presidente do Conselho, é um membro da família Ochs-Sulzberger, que tem controlado o jornal desde 1896. A versão internacional do New York Times, anteriormente o International Herald Tribune, agora é chamado de International New York Times.
O lema do jornal, "todas as notícias que estão aptas para impressão", aparece no canto superior esquerdo da página inicial. Desde meados dos anos 1970, o New York Times tem se expandido muito seu layout e organização, acrescentando seções especiais semanais sobre vários temas que completam as notícias, editoriais, esportes e características regulares.

## História
|                                                                  |  | |
| Primeira edição do The New York Times em 18 de setembro de 1851. |  | A primeira página do The New York Times, de 29 de junho de 1914, anunciando a declaração de guerra da Áustria-Hungria contra a Sérvia. |

### Fundação
O jornal foi fundado em 18 de setembro de 1851 por Henry Jarvis Raymond e George Jones. Raymond também auxiliou na fundação da Associated Press em 1856. Originalmente o jornal circulava, em edições matutinas, todos os dias, menos no domingo. Durante a Guerra Civil Americana o NYT passou a circular também no domingo, juntamente com outros grandes jornais diários da época. Em 1896 Adolph Ochs obteve o controle do jornal quando este atravessou uma má situação financeira.
Ganhou seu primeiro Prêmio Pulitzer por reportagens e artigos sobre a Primeira Guerra Mundial em 1918. Em 1919 realizou sua primeira entrega transatlântica para Londres. Palavras-cruzadas começaram a aparecer em 1942. Comprou a estação de rádio de música clássica WQXR no mesmo ano.
A seção de moda foi introduzida em 1946. O Times também passou a ter uma edição internacional neste ano, mas parou de publicá-la em 1967 e juntou-se aos donos dos jornais Herald Tribune e The Washington Post para publicar o International Herald Tribune, em Paris.
Uma nova sede para o jornal, um arranha-céu projetado por Renzo Piano, foi construída em 2007, na ilha de Manhattan, em Nova Iorque.

### Internet

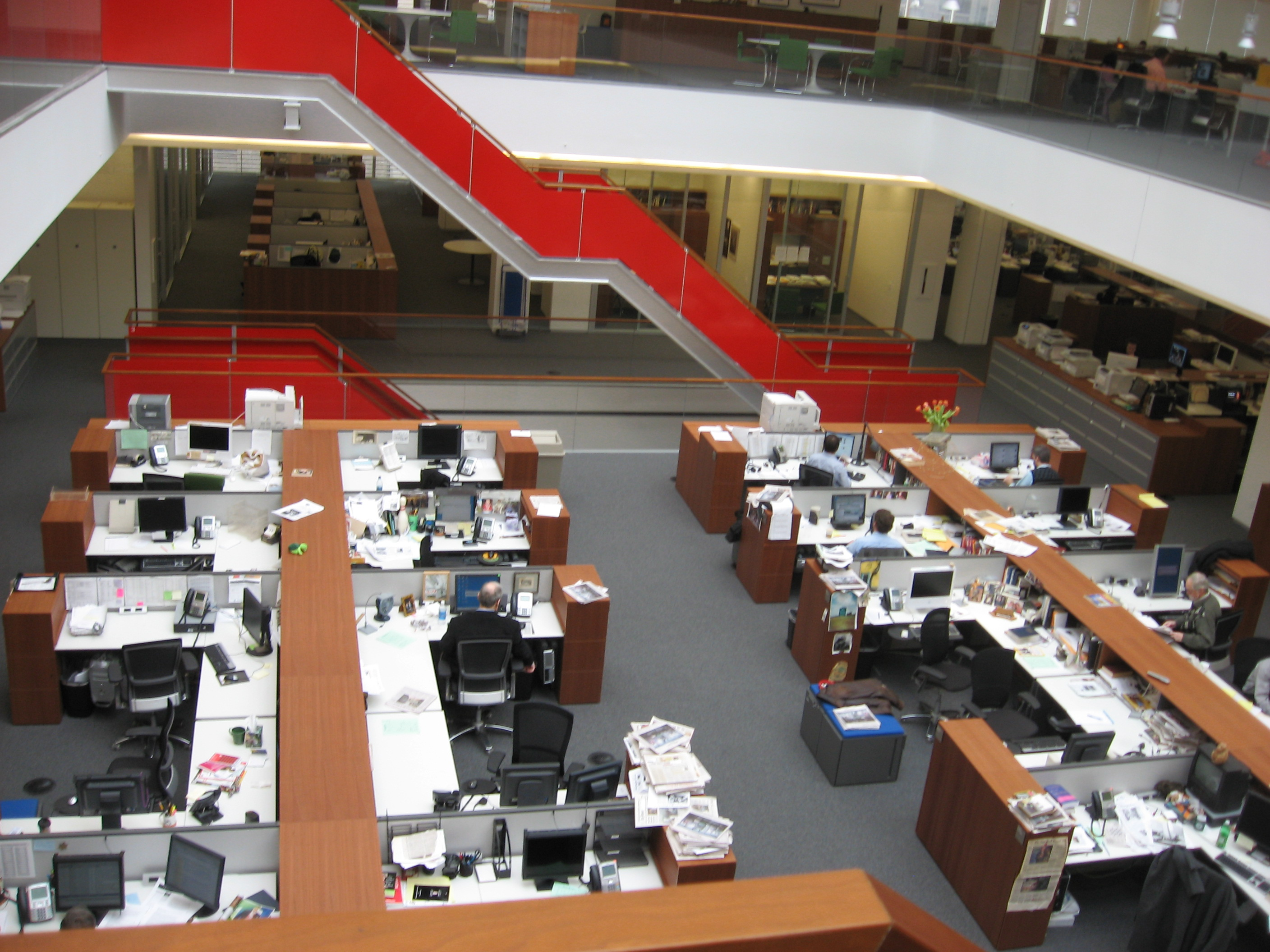
Redação do New York Times

O NYT começou a ser publicado também na Internet, em 1996, e desde então seu site tornou-se uma referência para conteúdo online, e não mera reprodução de textos impressos — apesar de ainda não ter descoberto como tirar proveito financeiro das inovações que criou. O site é acessado mensalmente por cerca de 20 milhões de usuários, tornando-o o quinto site de notícias mais visitado da Internet e, de longe, o site mais popular de jornal nos Estados Unidos.
O jornal, entretanto, anunciou em janeiro de 2010, depois de cerca de um ano debatendo internamente o assunto, que passará a cobrar pelo acesso frequente a seu conteúdo a partir de 2010. "Esta é uma aposta, em certo grau, de para onde achamos que a web está caminhando", disse Arthur Sulzberger Jr., presidente do conselho e editor do jornal. "Isto não vai mudar a dinâmica financeira de um dia para o outro."
Em outubro de 2013, concluiu a venda do jornal The Boston Globe para John Henry, por setenta milhões de dólares. Em 2014, um documento interno produzido pela equipe do periódico acabou vazando na internet. Nele, o jornal faz uma dura autocrítica e considera que vem avançando apenas lentamente na tentativa de posicionar-se na era digital, dando às novas plataformas o peso que considera que merecem.
No ano de 2017, o jornal lançou o podcast The Daily, apresentado por Michael Barbaro e Sabrina Tavernise. Obteve um grande sucesso, tornando-se o podcast mais ouvido nos Estados Unidos em todos os meses de 2019. Na categoria de podcast de notícias, foi o mais popular dos Estados Unidos para os ouvintes do Spotify e da Apple Podcasts em 2020 e segundo podcast mais ouvido nos Estados Unidos.
O Daily teve um sucesso ainda maior durante a pandemia de COVID-19. No contexto, obteve mais de 3,5 milhões de assinantes todos os dias, uma audiência "muito maior" do que o jornal diário e dominical do Times.

### Crise

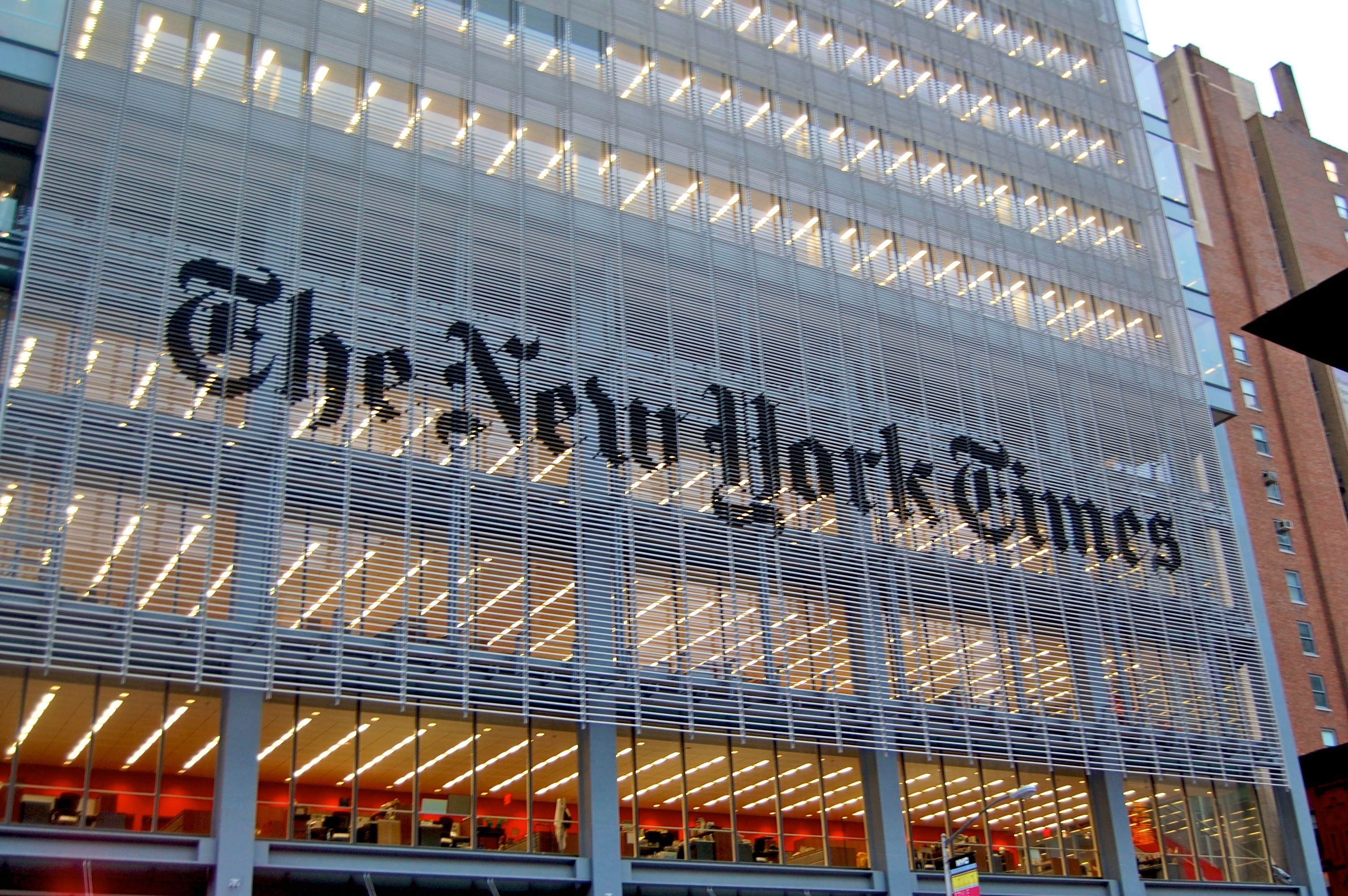
New York Times Building, a atual sede do jornal The New York Times

The New York Times Company, a editora do jornal, foi afetada em 2008 pela Grande Recessão, que atingiu a imprensa americana, assim como o conjunto da economia.
O jornal enfrenta graves problemas financeiros, com uma dívida em torno de um bilhão de dólares e reservas de caixa, em outubro de 2008, de menos de 50 milhões de dólares.
Em 2008, perdeu 57,8 milhões de dólares, frente ao lucro de 208,7 milhões de dólares no ano anterior.
A editora informou que no quarto trimestre de 2008 seu lucro caiu 47,8% em relação a 2007. O faturamento caiu 7,7% em 2008, e 10,8% no quarto trimestre, enquanto os gastos operacionais baixaram 4,7% e 8,5%, respectivamente. As receitas de publicidade registraram queda de 17,6% no trimestre e 13,1% no ano. O faturamento por venda de exemplares impressos, no entanto, cresceu 2,3% no ano e 3,7% no trimestre, graças ao aumento de preços.

### Leituras adicionais
- HESS, John. My Times: A Memoir of Dissent. Seven Stories Press, 2003. ISBN 1-58322-604-4 (capa dura), ISBN 1-58322-622-2 (capa de papel)